# Jean de Reszke

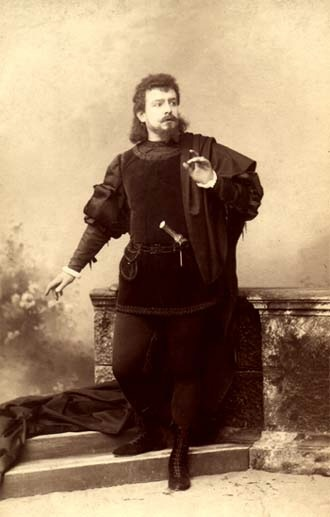
Jean de Reszke como Roméo de Charles Gounod

Jan Mieczysław Reszke, conhecido como Jean de Reszke, (Varsóvia, 14 de janeiro de 1850 — Nice, 3 de abril de 1925) foi um tenor polaco.
Renomado internacionalmente pela alta qualidade de sua voz e a elegância do seu timbre, ele tornou-se o maior astro da ópera do fim do século XIX.

## Primeiros anos
De Reszke nasceu em uma confortável família da cidade de Varsóvia, em 1850. Seus pais eram polonêses. Seu pai foi um oficial do estado e sua mãe uma cantora amadora e sua casa ficou conhecida como um centro musical. Seu irmão Edouard e sua irmã Josephine também eram cantores (baixo e soprano respectivamente) e mais tarde também se tornariam famosos. Ele cantou enquanto garoto na catedral de Varsóvia e estudou direito na universidade da vidade, mas após poucos anos, ele abandonou seus estudos e foi para Milão, Itália, para estudar canto. O mais aclamado do pedagogos consultados pelo jovem Reszke foi Antonio Cotogni, um eminente barítono, o favorito de Giuseppe Verdi.
Em janeiro de 1874, de Reszke fez sua estreia, na parte para barítono na produção de La Favorita, de Gaetano Donizetti, em Veneza. Em abril, ele cantou pela primeira vez em Londres, apresentando-se no Teatro Real e logo após em Paris.
De Reszke viu que tinha limitações como barítono, e retirou-se dos palcos para um período de estudos, na época com Giovanni Sbriglia em Paris. Sob a tutela de Sbirgilia, sua voz ganhou liberdade em registros altos. Quando ele fez sua primeira reaparição operística, em 1879 em Madri, foi como tenor, cantando o papel título de Robert le Diable de Giacomo Meyerbeer. A performance não foi muito bem recebida e De Reszke passou os próximos 4 anos de sua vida estudando e se apresentando em recitais. Em 1883, o compositor Jules Massenet o convidou para cantar em uma nova produção de sua ópera Herodiade que seria montada na Ópera Garnier em Paris e também estrelaria o famoso barítono e amigo de De Reszke, Victor Maure,l e os próprios irmãos de Jean; Edouard, que na época estava começando a ganhar destaque, e Josephine, que já estava no estrelato. Momentos antes da performance, Jean teve uma crise de nervos e se recusou a vestir seu figurino ou participar da performance e se trancou em seu camarim. Foi preciso que Edouard e Maurel arrombassem a porta do camarim onde Jean havia se escondido e o forçarem fisicamente a vestir seu figurino. Os dois precisaram segurar Jean, depois que já haviam vestido o figurino no mesmo, e depois literalmente o empurrar no palco quando a cortina subiu. Mesmo com todos esses incidentes antes da performance, Jean cantou e atuou divinamente e virou uma celebridade praticamente da noite para o dia. Naquela noite, a lendária fama de Jean de Reszke oficialmente começou. 

## Fama

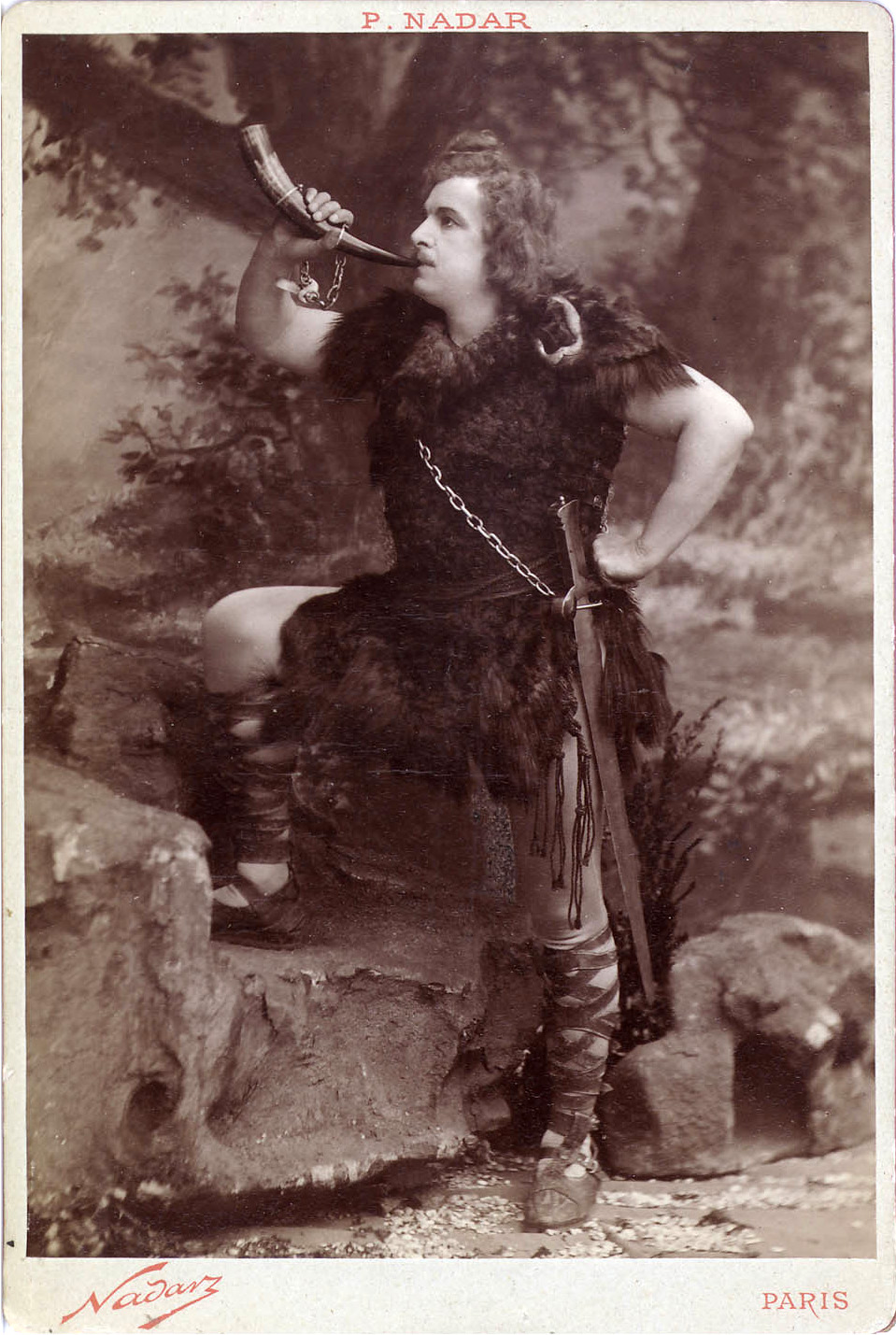
De Reszke como Siegfried de Richard Wagner

De Reszke cantou regularmente na Ópera de Paris durante a época da sua primazia vocal e em 1887 ele foi recontratado pelo diretor do Drury Lane de Londres, cantando notáveis papéis, como Radamés em Aida de Giuseppe Verdi. No ano seguinte, ele foi ouvido novamente em Londres, aparecendo não apenas no Drury Lane, mas também no Royal Opera House, Covent Garden, sendo aclamado nos papéis de Vasco da Gama em L'Africaine e Raoul em Les Huguenots (ambas óperas de Meyerbeer), Faust em Faust de Charles Gounod, Lonhengrin em Lonhengrin de Richard Wagner, Riccardo em Un ballo in maschera de Giuseppe Verdi e novamente Radamés.
A aparição de De Reszke em 1888 no Covent Garden provou que ele era popular com o público. Ele cantou na capital Britânica anualmente até 1900, adicionando um grande úmero de novos papéis em seu repertório durante essa época. Alguns desses papéis foram John de Leyden de Le Prophéte de Meyerbeer, Don José de Carmen de Georges Bizet, Romeu de Romeu e Julieta e Tristan de Tristan und Isolde de Wagner, entre outros. Ele também interpretou a parte tenor da ópera Werther de Jules Massenet em 1894. De Reszke era um cantor admirado pela Rainha Vitória do Reino Unido e entre 1889 e 1900 ele foi convidado a cantar nas apresentações de gala reais no Covent Garden ou comandou performances privadas no Castelo de Windsor.
Em 1891, de Reszke cantou pela primeira vez nos Estados Unidos. Entre 1893 e 1899 ele estrelou toda temporada no Metropolitan Opera House em Nova Iorque, tendo uma grande lista de papéis e o mesmo carisma que alcançou em Londres. Uma das colegas de De Reszke, a soprano lírica australiana Nellie Melba, tornou-se uma amiga íntima do tenor, nesse período.
Ele foi associado com o repertório operístico francês e wagneriano durante o pico de sua carreira no Covent Garden e no Metropolitan Opera.

## Últimos anos
De Reszke casou-se em 1896. Ele reduziu o número de suas performances durante os primeiros anos do século XX. Prudentemente, em 1904 ele decidiu se aposentar, enquanto sua voz continuava em uma boa forma, citando uma doença como a razão de sua retirada. O tenor Enrico Caruso, 23 anos mais novo que De Reszke, tomou seu lugar como astro do mundo da ópera. (Diferente de Reszke, entretanto, Caruso não tornou-se um expoente da ópera Wagneriana.)
Ele voltou-se ao seu negócio de corrida de cavalos na Polônia e como professor de canto em Paris e em Nice. Seus alunos vieram de todo o mundo e incluíam Bidú Sayão, Louise Edvina, Claire Croiza, Arthur Endrèze, Vladimir Rosing, Mafalda Salvatini, Clive Carey, Maggie Teyte e Miriam Licette.
De Reszke faleceu em sua vila em Nice em 1925 de influenza. Ele tinha 75 anos de idade.